# Steffen Voss
Steffen Voss (* 15. Juni 1969 in Hamburg) ist ein deutscher Musikwissenschaftler und Musiker.
Bekannt wurde er als Entdecker und Herausgeber der lange Zeit verschollen geglaubten Oper Motezuma, RV 723 von Antonio Vivaldi, die er im Archiv der Sing-Akademie zu Berlin aufgefunden hatte. Nach einem komplizierten Rechtsstreit um die Frage der editio princeps konnte die Oper schließlich aufgeführt werden.
2006 wurde die ebenfalls von ihm herausgegebene und in Zusammenarbeit mit Thomas Synofzik bearbeitete erste moderne Wiederaufführung des Opernpasticcios Giove in Argo von Georg Friedrich Händel in Bayreuth aufgeführt.
Steffen Voss ist als Barockfagottist in verschiedenen Alte-Musik-Ensembles tätig. Seit 2012 ist er Redakteur in der Münchener Arbeitsgruppe von Répertoire International des Sources Musicales in München. 2014 wurde er an der Rijksuniversiteit Utrecht mit einer Arbeit zur theatralischen Kirchenmusik Studien zur Kirchenmusik und weltlichen Vokalmusik in Hamburg in der ersten Hälfte des 18. Jahrhunderts promoviert.

## Buchveröffentlichung
- Die Musikaliensammlung im Pfarrarchiv Udestedt. Untersuchungen zur Musikgeschichte Thüringens im 17. und 18. Jahrhundert (= Schriften zur Mitteldeutschen Musikgeschichte, Band 10). Verlag für Musikbücher Karl Dieter Wagner, Schneverdingen 2006, ISBN 978-3-88979-095-8.